# ロバート・マーフィー (法律家)
ロバート・C・マーフィー（Robert C. Murphy, 1926年10月9日 - 2000年10月31日は、アメリカ合衆国の弁護士、裁判官。1972年から1996年までメリーランド州控訴裁判所首席判事を務めた。

## 生涯
メリーランド州ボルチモアで誕生。地元の公立学校で学び、ボルチモア市内のフォレストパーク高校を卒業。1944年から1946年までアメリカ海軍に在籍。1951年にメリーランド大学法学大学院を卒業し法務博士号を取得。1952年にメリーランド州で弁護士としての認可を取得。
1955年から1966年までメリーランド州司法長官室に勤務。1966年にメリーランド州司法長官を務めた。